# Lactoria diaphana
A Lactoria diaphana a csontos halak (Osteichthyes) főosztályának a sugarasúszójú halak (Actinopterygii) osztályához, ezen belül a gömbhalalakúak (Tetraodontiformes) rendjéhez és a bőröndhalfélék (Ostraciidae) családjához tartozó faj.

## Előfordulása
A Lactoria diaphana Atlanti-óceán-i előfordulása, délkeleten van, Namíbia partjainál. A hal, még megtalálható a Csendes-óceánban és az Indiai-óceánban is. Elterjedési területei Dél-Afrikától, Indonézián keresztül Peru partjáig; északon pedig Japánig, Hawaiig és Dél-Kaliforniáig; délen Új-Kaledóniáig, Új-Dél-Walesig és a Kermadec-szigetekig terjed.

## Megjelenése
Ez a halfaj legfeljebb 34 centiméter hosszú. Hátán kis tüske van. Szemei előtt rövid tüskék ülnek.

## Életmódja
A Lactoria diaphana egyaránt megél a sós- és brakkvízben is, azonban a tengeri korallzátonyokat kedveli. 8-50 méteres mélységben tartózkodik. A majdnem áttetsző ivadék, a felszín közelében, a nyílt tengeren úszik, de a folyótorkolatokba is bemegy. A felnőtt a fenék közelében ül, és fenéklakó gerinctelenekre vadászik. A laposfejű halak gyomrában számos Lactoria diaphana ivadékot lehet találni.

## Felhasználása
Ipari mértékű halászata nincs. Az akváriumoknak fognak be belőlük.
Mérgező halfaj!